# Acacia leptoloba
Acacia leptoloba är en ärtväxtart som beskrevs av Leslie Pedley. Acacia leptoloba ingår i släktet akacior, och familjen ärtväxter. Inga underarter finns listade i Catalogue of Life.